# Tour La mosca y la sopa
Es la sexta gira que realizó la banda de rock argentino Patricio Rey y sus Redonditos de Ricota. Comenzó el 22 de noviembre de 1991 y terminó el 1 de noviembre de 1992. Fue realizada para presentar su quinto disco La mosca y la sopa. Realizaron la presentación en tres recitales en el Autopista Center, en donde hubo problemas de sonido, y tras esto, volvieron a Obras, y se tomaron 4 meses de descanso. Vuelven al ruedo en mayo de 1992 para dar tres conciertos en el Microestadio de Lanús, y luego tocan en Santa Fe. En julio hacen tres conciertos a sala llena en el Microestadio de Racing, en Avellaneda. Durante lo que queda del año tocan en Mar del Plata, Rosario, Córdoba, el Centro Municipal de Exposiciones y King Kong. En ese mismo año sale En directo, disco que recopila los temas de los shows en el Teatro de Verano y en el estadio Obras. Ya finalizada la gira, entre marzo y julio de 1993 se meten a los estudios para grabar lo que sería su disco doble de nombre Lobo suelto/Cordero atado.

## Lanzamiento del disco y gira

### 1991
En octubre de 1991 sale el quinto disco de estudio, que se titula La mosca y la sopa. Fue grabado entre octubre de 1990 y agosto de 1991. Consta de 10 temas. La mayoría de ellos fueron presentados durante 1990 en gran parte de los recitales en los que presentaron su álbum anterior. La portada de este disco muestra a la banda tocando en vivo durante uno de los dos conciertos brindados en el estadio Obras (19 y 20 de abril de 1991), cuando en aquel momento ocurrió la muerte de Walter Bulacio, asesinado por la Policía en la puerta del estadio. El disco es presentado en tres funciones en el Autopista Center, donde el sonido casi no se escuchaba. En la tercera fecha, recibieron la noticia de la muerte de Freddie Mercury, cantante de Queen. Dichos shows tuvieron lugar el 22, 23 y 24 de noviembre. En diciembre, y después del suceso de Walter Bulacio y del tropezón técnico en los shows anteriores, el rito volvió a Obras. Se sucedieron tres conciertos: Viernes 27, sábado 28 y domingo 29 de diciembre. En el segundo show, la banda platense festejaba sus 15 años de carrera. Fue así que Los Redondos despidieron el año, y contaron con la participación especial de Willy Crook. Del primer y tercer show se extrajeron temas para lo que en 1992 sería su primer y único disco en vivo, que se titula En directo. Cabe destacar que antes de la salida de este disco, el Flaco y Sergio Dawi fueron invitados a un concierto de Los Piojos en Boa Vista.

### 1992
Vuelven al ruedo en mayo, dando así tres conciertos en el Microestadio de Lanús los días 1, 2 y 3 de mayo (Allí tocarían Los Piojos en 1993, La Renga en 1994 y Divididos en 2003). El 15 y 16 de mayo, la banda tocaría otra vez en Florencio Varela, pero la Municipalidad se lo prohibió y los shows se suspendieron. Fue así que el 19 y 20 de junio, la banda arribó por primera vez a la discoteca L'étôile de San Carlos, donde volverían a tocar en 1995 y 1996. Los días 17, 18 y 19 de julio realizaron tres shows seguidos en el Microestadio de Racing. El 7 y 8 de agosto se produce su regreso al Teatro San Martín de Mar del Plata. El 25 de septiembre, la banda vuelve a Rosario, tocando esta vez en el estadio cubierto de Newell's, y el 26 tocan en Flop Discotheque, en Córdoba. El 2 y 3 de octubre se presentan en el Centro Municipal de Exposiciones (el show del 3 de octubre de 1992 salió en YouTube el 21 de marzo de 2021 a través de la cuenta oficial del Indio Solari). En el concierto del 2 de octubre, la banda contó con Hernán Aramberri como asistente en la batería. Finalmente, el 30, 31 de octubre y 1 de noviembre se presentan en el King Kong Stadium. 
En ese año sale En directo, un disco que recopila algunas canciones de los conciertos del 8 de diciembre de 1989 en el Teatro de Verano y el 27 y 29 de diciembre de 1991 en el Estadio Obras Sanitarias.

## Setlist
Representa el concierto en Obras del 28 de diciembre de 1991
1. "Mi perro Dinamita"
2. "Barbazul versus el amor letal"
3. "Un poco de amor francés"
4. "Fusilados por la Cruz Roja"
5. "Toxi taxi"
6. "Salando las heridas"
7. "Héroe del whisky"
8. "Tarea fina"
9. "Vencedores vencidos"
10. "Vals de Los Redondos"
11. "Semen up"
12. "La parabellum del buen psicópata"
13. "Nueva Roma"
14. "Blues de la libertad"
15. "Queso ruso"
16. "Blues de la artillería"
17. "El pibe de los astilleros"
18. "Divina TV Führer"
19. "Nadie es perfecto"
20. "Aquella solitaria vaca cubana"
21. "Todo un palo"
22. "Vamos las bandas"
23. "Un tal Brigitte Bardot"

## Conciertos
| Fecha                    | Ciudad            | País      | Recinto                          |
| ------------------------ | ----------------- | --------- | -------------------------------- |
| América del Sur          |                   |           |                                  |
| 22 de noviembre de 1991  | Buenos Aires      | Argentina | Autopista Center                 |
| 23 de noviembre de 1991  | Buenos Aires      | Argentina | Autopista Center                 |
| 24 de noviembre de 1991  | Buenos Aires      | Argentina | Autopista Center                 |
| 27 de diciembre de 1991  | Buenos Aires      | Argentina | Estadio Obras Sanitarias         |
| 28 de diciembre de 1991  | Buenos Aires      | Argentina | Estadio Obras Sanitarias         |
| 29 de diciembre de 1991  | Buenos Aires      | Argentina | Estadio Obras Sanitarias         |
| 1 de mayo de 1992        | Lanús             | Argentina | Microestadio Antonio Rotili      |
| 2 de mayo de 1992        | Lanús             | Argentina | Microestadio Antonio Rotili      |
| 3 de mayo de 1992        | Lanús             | Argentina | Microestadio Antonio Rotili      |
| 19 de junio de 1992      | San Carlos Centro | Argentina | L'étôile Disco                   |
| 20 de junio de 1992      | San Carlos Centro | Argentina | L'étôile Disco                   |
| 17 de julio de 1992      | Avellaneda        | Argentina | Microestadio Racing Club         |
| 18 de julio de 1992      | Avellaneda        | Argentina | Microestadio Racing Club         |
| 19 de julio de 1992      | Avellaneda        | Argentina | Microestadio Racing Club         |
| 7 de agosto de 1992      | Mar del Plata     | Argentina | Teatro San Martín                |
| 8 de agosto de 1992      | Mar del Plata     | Argentina | Teatro San Martín                |
| 25 de septiembre de 1992 | Rosario           | Argentina | Microestadio Newell's Old Boys   |
| 26 de septiembre de 1992 | Río Cuarto        | Argentina | Flop Discotheque                 |
| 2 de octubre de 1992     | Buenos Aires      | Argentina | Centro Municipal de Exposiciones |
| 3 de octubre de 1992     | Buenos Aires      | Argentina | Centro Municipal de Exposiciones |
| 30 de octubre de 1992    | Buenos Aires      | Argentina | King Kong Stadium                |
| 31 de octubre de 1992    | Buenos Aires      | Argentina | King Kong Stadium                |
| 1 de noviembre de 1992   | Buenos Aires      | Argentina | King Kong Stadium                |

## Formación durante la gira
- Indio Solari - Voz
- Skay Beilinson - Guitarra
- Semilla Bucciarelli - Bajo
- Sergio Dawi - Saxo
- Walter Sidotti - Batería